# Spider-Man: un nuevo universo
Spider-Man: Un nuevo universo (título original en inglés: Spider-Man: Into the Spider-Verse) es una película estadounidense de superhéroes animada por computadora de 2018, dirigida por Bob Persichetti, Peter Ramsey y Rodney Rothman y escrita por Phil Lord y Rothman. Siendo la primera película animada de Spider-Man,  la cinta es una adaptación de la línea de cómics Spider-Verse y sigue a Miles Morales, un joven que se convierte en el nuevo Spider-Man y se une a otros Spider-People de varios universos paralelos para salvar su universo de Kingpin. La película cuenta con las voces de Shameik Moore como Miles Morales/Spider-Man y Liev Schreiber como el villano Kingpin, junto con Jake Johnson, Hailee Steinfeld, Mahershala Ali, Brian Tyree Henry, Lily Tomlin, Luna Lauren Vélez, John Mulaney, Kimiko Glenn y Nicolas Cage. Fue producida por Sony Pictures Animation y Columbia Pictures en asociación con Marvel Entertainment. La banda sonora de la película incluye la canción: "Sunflower" de Post Malone y Swae Lee.
Los planes para una película animada de Spider-Man de Phil Lord y Christopher Miller se filtraron en 2014 y se anunciaron en abril de 2015. Persichetti, Ramsey y Rothman se unieron durante los dos años siguientes, y Moore y Schreiber fueron elegidos en abril de 2017. Lord y Miller querían la película. La película tendrá un estilo único, combinando animación por computadora con técnicas tradicionales de cómics dibujados a mano inspiradas en el trabajo de la cocreadora de Miles Morales, Sara Pichelli. La película requirió hasta 140 animadores, el equipo más grande utilizado por Sony Pictures Animation en un largometraje.  La película está dedicada a los recuerdos de los creadores de Spider-Man, Stan Lee y Steve Ditko, quienes murieron en 2018.
Spider-Man: Into the Spider-Verse se estrenó en el Regency Village Theatre de Los Ángeles el 1 de diciembre de 2018 y se estrenó en cines en los Estados Unidos el 14 de diciembre. La película recaudó 384,3 millones de dólares en todo el mundo con un presupuesto de 90 millones de dólares y recibió aclamación de la crítica y el público. La película ganó el premio a la Mejor Película Animada en la 91.ª edición de los Premios de la Academia, siendo la primera película que no pertenece a Disney / Pixar en ganar el premio desde Rango (2011) y tuvo un éxito similar en la 76.ª edición de los Golden Globe Awards, la 72.ª edición de los British Academy Film Awards y la 46.os Premios Annie.
La película tiene dos secuelas, una estrenada en 2023 titulada Spider-Man: Across the Spider-Verse con un éxito comercial similar y mayor y otra en desarrollo titulada Spider-Man: Beyond the Spider-Verse.

## Argumento
La historia se centra en un chico llamado Miles Morales, un adolescente que admira a Spider-Man, quien lucha por adaptarse a su nuevo internado de élite y estar a la altura de las expectativas de sus padres, Rio Morales y Jefferson Davis, quienes consideran a Spider-Man como una amenaza. Después de sentirse atraído por su compañera de clase llamada "Gwanda", Miles busca el consejo de su tío Aaron Davis, quien alienta a Miles a seguir su pasión por el arte del grafiti y lo lleva a una estación de metro donde puede dibujar sin muchos problemas, pero mientras está allí y una vez que termina de dibujar, Miles es mordido por una araña radioactiva y desarrolla habilidades de araña.
Incapaz de ponerse en contacto con Aaron, regresa a la estación y encuentra un laboratorio secreto donde Kingpin ha construido un acelerador de partículas para acceder a universos paralelos y volver a conectarse con versiones alternativas de su esposa e hijo, que murieron en un accidente de auto hace unos años. Sin embargo Spider-Man llega para deshabilitar el acelerador y lucha contra el Duende Verde y El Merodeador. Durante el combate cuerpo a cuerpo, Spider-Man se encuentra con Miles y siente que se parecen por sus respectivos poderes. El Duende Verde intenta matar a Spider-Man forzándolo a entrar en el flujo de energía del acelerador, pero en su lugar hace que funcione mal. La explosión resultante mata al Duende Verde y hiere mortalmente a Spider-Man, quien le da a Miles un dispositivo USB, para desactivar el acelerador y le informa que la máquina podría destruir la ciudad si la vuelven a encender. Poco después, Kingpin se aparece en la escena y se quita la máscara a Spider-Man, revelando que era Peter Parker y lo mata, Miles se escapa del lugar muy asustado y aterrado mientras es perseguido por Merodeador.
Inspirado por el sacrificio de Spider-Man, Miles intenta dominar sus nuevas habilidades pero daña inadvertidamente la unidad USB. Sin embargo cuando este esta visitando la tumba de Peter que una vez fue su inspiración, rápidamente es encontrado por Peter B. Parker, un Spider-Man proveniente de otra dimensión, que es más viejo y hastiado, se ha separado de su exesposa Mary Jane Watson y recientemente perdió a su tía May Parker. En medio de la conversación Peter B le revela que ha sido llevado al mundo de Miles por el acelerador y necesita regresar a casa, por lo que acepta a regañadientes capacitar a Miles a cambio de su ayuda en el robo de datos sobre cómo reparar la unidad del centro de investigación de Kingpin. Mientras ingresa al edificio, Miles le muestra sus habilidades únicas de invisibilidad y un "estallido de veneno eléctrico" que puede inhabilitar a los enemigos al tocarlos. Se enfrentan a la asistente de Kingpin, la doctora Olivia Octavius, quien revela que Peter B eventualmente se deteriorará y morirá cuanto más tiempo permanezca en la dimensión de Miles. Finalmente Miles y Peter B terminan siendo rescatados por "Gwanda", quien también se revela como una superheroína de otra dimensión cuyo nombre real es Gwen Stacy y que lleva dos años siendo Spider-Woman en su respectiva dimensión, sin embargo ella les revela que había estado a la dimensión de Miles desde la semana pasada. Gwen lleva a Peter B y Miles a casa de May Parker, quien está albergando a Spider-Man Noir, Spider-Ham y Peni Parker y SP//dr. Se revela que ellos también se están deteriorando, por lo que Miles propone desactivar el acelerador para enviar a los otros Spider-People a casa antes de que estos mueran desintegrados.
Mientras Peni repara el disco, Peter B intenta sin éxito enseñarle a Miles cómo controlar sus poderes, pero la presión constante del grupo hace que Miles se sienta abrumado y escapa al apartamento de Aaron, donde descubre que este es Prowler. Miles regresa a casa de May, pero es seguido por Kingpin, Aaron, Octavius, Escorpión y Tombstone, lo que lleva a una pelea. Aaron acorrala a Miles en un techo y este se quita la máscara, revelándole que es su sobrino. Cuando Aaron se niega a matar a Miles, Kingpin sin pensarlo dos veces le dispara a Aaron. Miles consigue llevar a su tío Aaron a un lugar seguro, pero este muere a causa de sus heridas. Sin embargo Jefferson descubre a Miles sobre el cuerpo de Aaron e informa erróneamente a la policía que Spider-Man es el asesino.
Peter B detiene a Miles, aún sin experiencia y lo deja atrás, atado a una silla en su dormitorio por su propia seguridad y decide sacrificarse a sí mismo al tomar el lugar de Miles para desactivar el acelerador. Una vez que estos se retiran, un desesperado Miles intenta liberarse de las telarañas para ir a ayudarlos, pero en eso su padre Jefferson llega a la puerta de Miles para contarle sobre la muerte de Aaron, suponiendo que Miles no quiere hablar con él, se disculpa por sus errores y tranquiliza a Miles. Nuevamente motivado, Miles consigue liberarse de la silla usando sus chispas eléctricas y visita la casa de May, donde pinta de color negro con rojo uno de los trajes de Spider-Man del Peter Parker de su dimensión para él. Después de probar sus poderes y dar su "Salto de Fe" este consigue controlar sus poderes y aprender a usarlos en coordinación, poco después se une a los demás y los ayuda a derrotar a Octavius, Escorpión y Tombstone y detener los planes de Kingpin. Miles activa la unidad y envía a los Spider-People de vuelta a casa justo antes de que llegue Kingpin. Los dos luchan a lo largo del acelerador, atrayendo la atención del oficial Jefferson, quien se da cuenta de que Spider-Man no es el enemigo sino un héroe y lo alienta, dándole a Miles la motivación para resistir los ataques de Kingpin y eliminarlo con su explosión de veneno, que también destruye el acelerador. Cuando las autoridades arrestan a Kingpin y sus ejecutores, Jefferson reconoce a Spider-Man como un héroe y Miles acepta las responsabilidades de su nueva vida. De vuelta en sus respectivas dimensiones; Peter B le lleva flores a Mary Jane, después de pasar tiempo con Miles en la otra dimensión y aprender de sus errores e intenta reconciliarse con ella, los otros Spider-People reanudan sus vidas y Gwen encuentra la manera de contactar a Miles a través de las dimensiones. 
En una escena poscréditos, Miguel O'Hara aprende sobre la crisis y desarrolla su propio impulso de dimensión. O'Hara decide regresar al "principio", en la Tierra-67, pero termina discutiendo con el Spider-Man de ese universo en una escena que refleja el episodio de "Doble Identidad" dando como origen al famoso meme de internet.

## Reparto
- Shameik Moore como Miles Morales / Spider-Man:[7][8] Un adolescente con habilidades de araña. El productor Chris Miller describió al personaje como único entre los Spider-Man debido a su educación en Brooklyn, de ascendencia puertorriqueña y afroamericano, además del hecho de que su familia aún está viva.
- Jake Johnson como Peter B. Parker / Spider-Man:[8] El mentor renuente de Miles, una versión desaliñada y más adulta del héroe. [9]
  - Chris Pine como la voz de Peter Parker / Spider-Man del universo Ultimate Marvel de Miles, cuya muerte a manos de Kingpin, inspira a Miles a convertirse en el nuevo Spider-Man.
- Liev Schreiber como Wilson Fisk / Kingpin: Un señor del crimen maníaco, benefactor de Alchemax en la dimensión de Miles, y el creador del Super Colisionador.
- Hailee Steinfeld como Gwen Stacy / Spider-Gwen:[8] Una super heroína luchadora, amable y sarcástica; Una versión alternativa de Gwen Stacy. Ella aparece brevemente con el nombre de "Gwanda" o "Wanda" en el universo de Miles. [10]
- Mahershala Ali como Aaron Davis / Prowler:[11] El tío de Miles, quien se revela como uno de los ejecutores de Wilson Fisk.
- Zoë Kravitz como Mary Jane Watson: la esposa luchadora y altruista de Peter en ambos universos.
- Brian Tyree Henry como Jefferson Davis:[12] El padre de Miles, un oficial de policía, que desaprueba las acciones de justiciero de Spider-Man.
- Lauren Vélez como Rio Morales: La madre de Miles, una enfermera.
- Nicolas Cage como Peter Parker / Spider-Man Noir:[8] Una versión alternativa oscura y monocromática de Peter Parker de la serie Marvel Noir, un universo ambientado en los años treinta.
- Lily Tomlin como May Parker: la tía de Peter. Está fallece en el universo de Peter B. Parker y en el universo de Miles actúa como su mentora.
- John Mulaney como Peter Porker / Spider-Ham:[8] Una versión alternativa divertida de Spider-Man de un universo de animales antropomorfos, que una vez fue una araña, mordida por un cerdo radioactivo.
- Kimiko Glenn como Peni Parker / SP//dr:[8] Una joven japonesa de un universo futurista similar al anime que copilotea un traje biomecánico con una araña radioactiva con la que comparte un enlace telepático.
- Joaquín Cosío como Escorpión.
- Kathryn Hahn como Olivia Octavius / Doctora Octopus: Una científica loca y jefa de Alchemax del universo de Miles, quien trabaja para Kingpin.
- Marvin "Krondon" Jones III da voz a Tombstone, guardaespaldas de Kingpin.[13]
- Oscar Isaac como Miguel O'Hara / Spider-Man 2099: Una versión proveniente del futuro de Spider-Man de ascendencia mexicana, aparece en un breve cameo en una escena poscréditos de la película. [14]
- Stan Lee, el creador de Spider-Man aparece haciendo su conocido cameo y en los créditos finales aparece una dedicatoria en su honor y a Steve Ditko.

Las voces adicionales para la película incluyen: Lake Bell como Vanessa Fisk, la esposa de Kingpin, Jorma Taccone como Norman Osborn/Green Goblin, un mercenario genéticamente mejorado que trabaja para Kingpin  y Post Malone (quien contribuyó a la banda sonora de la película) como un transeúnte en Brooklyn.  Se utilizó una grabación de archivo de Cliff Robertson de Spider-Man 2 para una escena de flashback que involucra al personaje Ben Parker. Un joven Matt Murdock de la dimensión de Gwen aparece en un cameo de "huevo de Pascua" durante la escena final de la pelea de trenes de Morales como un hijo adoptivo de Kingpin en un universo alternativo. 
Los cameos durante los créditos posteriores de la película incluyen a Greta Lee como Lyla, la asistente de inteligencia artificial de O'Hara (acreditada respectivamente como "Persona interesante #1" y "Persona interesante #2"), y Jorma Taccone como Peter Parker/Spider-Man de la serie de televisión de 1967 (reemplazando a Paul Soles, con el personaje acreditado como "Last Dude"). 
Aparece el mejor amigo y compañero de cuarto de Miles Morales, Ganke Lee.  El personaje originalmente tenía un papel más importante, pero fue reescrito debido a que Spider-Man: Homecoming tenía al personaje similar Ned Leeds.  El animador de Pixar, Peter Sohn, fue elegido como Ganke antes de que el diálogo del personaje fuera eliminado de la película final;  Sohn más tarde le daría voz al personaje en la secuela, Spider-Man: Across the Spider-Verse (2023).

## Producción

### Desarrollo
Después del hackeo de las computadoras de Sony en noviembre de 2014, se publicaron correos electrónicos entre la entonces copresidenta de Sony Pictures Entertainment, Amy Pascal, y el presidente Doug Belgrad, que decían que Sony planeaba "rejuvenecer" la franquicia de Spider-Man desarrollando una película de comedia animada con Phil Lord y Christopher Miller.  Durante su tiempo como copresidente de Sony, Pascal se acercó a Lord y Miller para hacer una película animada de Spider-Man, a lo que Lord y Miller aceptaron con la condición de que pudieran adaptar la historia del cómic "Spider-Verse" de Dan Slott de 2014 y que la protagonizara Miles Morales.  Los ejecutivos de Sony estaban listos para hablar más sobre el proyecto en una discusión sobre varias películas derivadas de Spider-Man en una cumbre en enero de 2015. En la CinemaCon de 2015 en abril, el presidente de Sony Pictures, Tom Rothman, anunció que la película animada de Spider-Man tenía la fecha de lanzamiento del 20 de julio de 2018, y sería producida por Lord y Miller, Avi Arad, Matt Tolmach y Pascal, con Lord y Miller también escribiendo un guion para la película. Rothman dijo que "coexistiría" con las películas de acción real de Spider-Man; aunque Sony pronto declaró que la película "existiría independientemente de los proyectos en el universo de acción en vivo de Spider-Man",  ya que está ambientada en un universo alternativo de esas películas, sin la versión de Spider-Man como se ve en el Universo cinematográfico de Marvel. 
Ese diciembre, Sony movió la fecha de estreno de la película al 21 de diciembre de 2018.  Para junio de 2016, Lord había escrito un guion para la película y el estudio eligió a Bob Persichetti para dirigir.  Miller dijo que la película sería diferente de las películas anteriores de Spider-Man y "se mantendría por sí sola como una experiencia cinematográfica única". También se rumoreaba que se centraría en la versión de Spider-Man de Miles Morales,  que Sony confirmó en una presentación de sus próximas películas animadas en enero de 2017. Peter Ramsey se había unido a la película como codirector en ese momento.  Al mes siguiente, Alex Hirsch fue nombrado colaborador de la historia y Christina Steinberg reemplazó a Tolmach como productora; anteriormente colaboró con Ramsey en Rise of the Guardians (2012) mientras trabajaba en DreamWorks Animation.  En abril de 2017, la fecha de estreno se adelantó una semana, del 21 de diciembre de 2018 al 14 de diciembre de 2018. Lord y Miller anunciaron el título completo de la película en diciembre y dijeron que aparecerían varios Spider-Men en la película. Para entonces, Rodney Rothman, quien anteriormente había coescrito el guion de 22 Jump Street (2014) de Lord y Miller, fue agregado como codirector.

### Guion
El guion se atribuye a Lord y Rothman a partir de una historia de Lord, lo que la convierte en la primera película que Lord escribió sin Miller.  Como ya se habían hecho seis películas de Spider-Man, el equipo acordó que primero necesitaban decidir por qué era necesario hacer esta; su respuesta fue contar la historia de Morales, quien aún no había aparecido en una película. Brian Michael Bendis, cocreador de Miles Morales, consultó sobre la adaptación cinematográfica.  El primer corte completo de animaciones y guiones gráficos de la película duró más de dos horas, lo cual es poco común en las películas animadas. Los directores atribuyeron esto principalmente a Lord y Miller, y su enfoque de agregar tantos elementos a la película como pudieron desde el principio, con la intención de ver qué podía "manejar"; y luego dar forma a la película a partir de ahí. Dijeron que el tiempo de ejecución final sería de entre 90 y 120 minutos, la duración estándar de una película animada. Agregaron que habría que encontrar un equilibrio entre las expectativas de una película animada que tendrá una gran audiencia de niños y los requisitos de la historia. Los directores sintieron que la trama era similar a las películas de acción en vivo de Spider-Man, especialmente debido a la gran cantidad de personajes en la película. Un año antes de su lanzamiento, Miller y Rothman optaron por reescribir la historia ya que tenían que "descubrir cómo remodelar las secuencias que ya habíamos abordado y animado y doblarlas con cosas nuevas". También agregaron que habían reescrito sustancialmente el tercer acto.
La película originalmente iba a presentar un romance entre Miles Morales y Spider-Gwen.  Si bien la idea fue descartada, Spider-Gwen todavía apareció de manera destacada en la película, principalmente debido a los esfuerzos de la productora Christina Steinberg.  En agosto de 2018, los directores habían considerado cuál podría ser una posible escena posterior a los créditos para la película, dado que el público las esperaba de las películas de Marvel.  En un momento dado, los escritores quisieron incluir una escena poscréditos con cameos de los tres actores de acción real de Spider-Man, Tobey Maguire, Andrew Garfield y Tom Holland, pero esto fue cancelado porque Sony sintió que ese momento era necesario. el momento causaría confusión y sería demasiado arriesgado.  Holland recordó que la escena tenía la intención de incluirlo como un transeúnte en una estación de tren que dice: "¡Oye, chico!" a Miles. 

### Música
Daniel Pemberton fue anunciado como el compositor de la película en julio de 2018.  Republic Records lanzó un álbum de banda sonora completa el 14 de diciembre, el día del estreno de la película, y fue seleccionado para representar lo que escucharía un adolescente como Miles Morales.  Los artistas de la banda sonora incluyen a Jaden Smith, Nicki Minaj, Lil Wayne, Post Malone, Ty Dolla Sign, Juice Wrld, Swae Lee, Ski Mask the Slump God, Vince Staples, Thutmose y el fallecido XXXTentacion, quien fue comercializado como invitado especial en la canción de Lil Wayne y Ty Dolla Sign "Scared of the Dark". Sony Classical Records lanzó un álbum separado que contiene la partitura de Pemberton el 17 de diciembre.  El 20 de diciembre, Sony Pictures Animation anunció un álbum de reproducción extendida, A Very Spidey Christmas, basado en una broma desechable al comienzo de la película y que consiste en cinco canciones navideñas interpretadas por los miembros del elenco Shameik Moore, Jake Johnson y Chris Pine. El EP fue lanzado en plataformas digitales al día siguiente. 
Elliphant grabó la canción "To the End" para la película, donde sirvió como música de introducción para Spider-Woman. La canción fue lanzada como sencillo en enero de 2019. 
El doblaje japonés de la película tiene su propio tema titulado “P.S. RED I” de TK de Ling Tosite Sigure. 

### Animación y diseño
La animación de la película estuvo a cargo de Sony Pictures Imageworks, que había manejado casi todas las películas anteriores de Sony Pictures Animation, así como los efectos visuales de todas las películas anteriores de Spider-Man. Según Lord y Miller, querían que la película se sintiera como si el espectador hubiera "caminado dentro de un cómic" y estaban entusiasmados por contar la historia de una manera que creían que las películas de acción en vivo no podrían. Persichetti estuvo de acuerdo, sintiendo que la animación era el mejor medio para honrar los cómics, lo que permitió al equipo de producción adaptar técnicas de cómic de los 70 años para el lenguaje visual de la película. Dos animadores tardaron alrededor de un año en crear 10 segundos de metraje que reflejaran la visión de los productores; el trabajo de animación se creó a partir de ahí.  Durante el desarrollo inicial, los directores trabajaron con un solo animador, Alberto Mielgo, para establecer la apariencia de la película.  Aunque Sony despidió a Mielgo antes de que la película se produjera de manera significativa debido a diferencias artísticas,  este número finalmente aumentó a 60 animadores durante la producción. Quedó claro que no podían completar la película a tiempo, por lo que el equipo se amplió aún más. El número había llegado a 142 animadores en agosto de 2018 y en un punto a 177 animadores, el equipo de animación más grande que Sony Pictures Imageworks había usado para una película. El trabajo de animación se completó en octubre de 2018.
La animación CGI de la película se combinó con "líneas, pintura, puntos y todo tipo de técnicas de cómics" para que pareciera que fue creada a mano, lo que se describió como "una pintura viviente". Esto se logró gracias a que los artistas tomaron fotogramas renderizados de los animadores CGI y trabajaron encima de ellos en 2D, con el objetivo de hacer que cada fotograma de la película "pareciera un panel cómico".  Lord describió este estilo de animación como "totalmente revolucionario" y explicó que el diseño combina el estilo interno de Sony Pictures Animation con el "sabor" de dibujantes de cómics como Sara Pichelli (quien cocreó a Miles Morales) y Robbi Rodríguez. El tono y el estilo visual de la película también se inspiraron en obras de manga y anime japonés, como las películas de Hayao Miyazaki y Akira (1988). 
Para hacer que la película se sintiera más como un cómic, se animó sin desenfoque de movimiento, sino que se utilizó una técnica más antigua de animación 2D llamada borrosidad de movimiento, como se ve en el cortometraje de Looney Tunes de 1942 The Dover Boys. La velocidad de fotogramas varió entre 24 imágenes (animación en una) y 12 imágenes (animación en dos) por segundo, este último caso usando la misma imagen dos veces. Los productores describieron el efecto como que hace que la animación sea "crujiente". A veces, las dos velocidades de cuadro se usaban en la misma escena, como cuando Miles y Peter Parker se balancean por el bosque; Miles se animó a 12 cuadros para mostrar su inexperiencia, mientras que Peter se animó a 24 cuadros para darle un movimiento más fluido.  Para crear profundidad de campo, se utilizó otra técnica: colores deliberadamente desalineados, como si los colores hubieran sido ligeramente mal impresos, como sucede con la impresión de tinta en los cómics reales. Otros métodos para hacer que la película se pareciera más a un cómic fueron los medios tonos y los puntos de Ben-Day para crear colores, tonos y degradados, líneas entrecruzadas para crear texturas y sombras, Kirby Krackle para crear la ilusión de energía, líneas de movimiento para mostrar movimiento y onomatopeyas, palabras sobre la imagen, para representar sonidos y movimiento. 
En lugar de usar principios de animación como aplastar y estirar, los animadores propusieron versiones sustitutas, "para que la textura y la sensación se sintieran diferentes, pero aun así lograban el mismo objetivo: sentir peso o anticipación o impacto o cosas por el estilo".  Se emularon diferentes estilos de cómics a lo largo de la película para los diferentes personajes, con la animación de Spider-Gwen basada en los diseños de sus cómics, Spider-Man Noir con un esquema de color en blanco y negro, Spider-Ham diseñado como "caricaturesco" posible,  y Peni Parker se basa en anime y manga japonés como Sailor Moon. El ex artista conceptual de Disney, Shiyoon Kim, se desempeñó como diseñador general de personajes, mientras que Craig Kellman diseñó el aspecto exagerado de Spider-Ham. Justin K. Thompson se desempeñó como diseñador de producción después de haberlo hecho en las películas Cloudy with a Chance of Meatballs para Lord, Miller y Sony Pictures Animation.  Danny Dimian, que había trabajado tanto en la película  Spider-Man (2002) como en la primera película Cloudy with a Chance of Meatballs mientras trabajaba en Imageworks, se desempeñó como supervisor de efectos visuales de la película. Comparó el enfoque que tomó la compañía con Spider-Verse con la película Hollow Man de 2000.  El codirector de animación Patrick O'Keefe dijo que comprometerse por completo con el estilo artístico único de cada Spider era como "hacer cinco películas". Los cómics en el universo de la película se diseñaron como una combinación de la obra de arte de Steve Ditko y John Romita Jr.. La portada de Peter Parker de Chris Pine fue diseñada por Keith Pollard, mientras que Erik Larsen diseñó la portada de Peter Parker de Jake Johnson y Miles Morales. La cocreadora Sara Pichelli también contribuyó con el arte de la película. 
Todos los directores sintieron que la película sería una de las pocas que el público realmente "necesitaría" ver en 3D, debido a la naturaleza inmersiva del mundo animado creado y la forma en que los elementos de animación dibujados a mano se diseñaron específicamente para la película. Crear una experiencia única; Persichetti describió la experiencia como una combinación de los efectos de una cámara multiplano antigua dibujada a mano y un entorno moderno de realidad virtual. Una escena en el apartamento de Aaron Davis incluye una imagen de Donald Glover en el fondo, que hace referencia al papel de Glover en las campañas de aficionados para ver una versión no blanca de Spider-Man, así como una escena del episodio de Community "Anthropology 101" donde Troy Barnes, el personaje de Glover, se despierta en pijama de Spider-Man. Glover también interpretó a Aaron Davis en Spider-Man: Homecoming y prestó su voz a Miles en la serie de televisión Ultimate Spider-Man. 

## Recepción

### Crítica
Spider-Man: Into the Spider-Verse ha recibido reseñas sumamente positivas por parte de la crítica y de la audiencia. En el sitio web especializado Rotten Tomatoes, la película posee una aprobación de 97%, basada en 394 reseñas, con una calificación de 8.8/10, mientras que de parte de la audiencia tiene una aprobación de 93%, basada en 10 330 votos, con una calificación de 4.5/5.

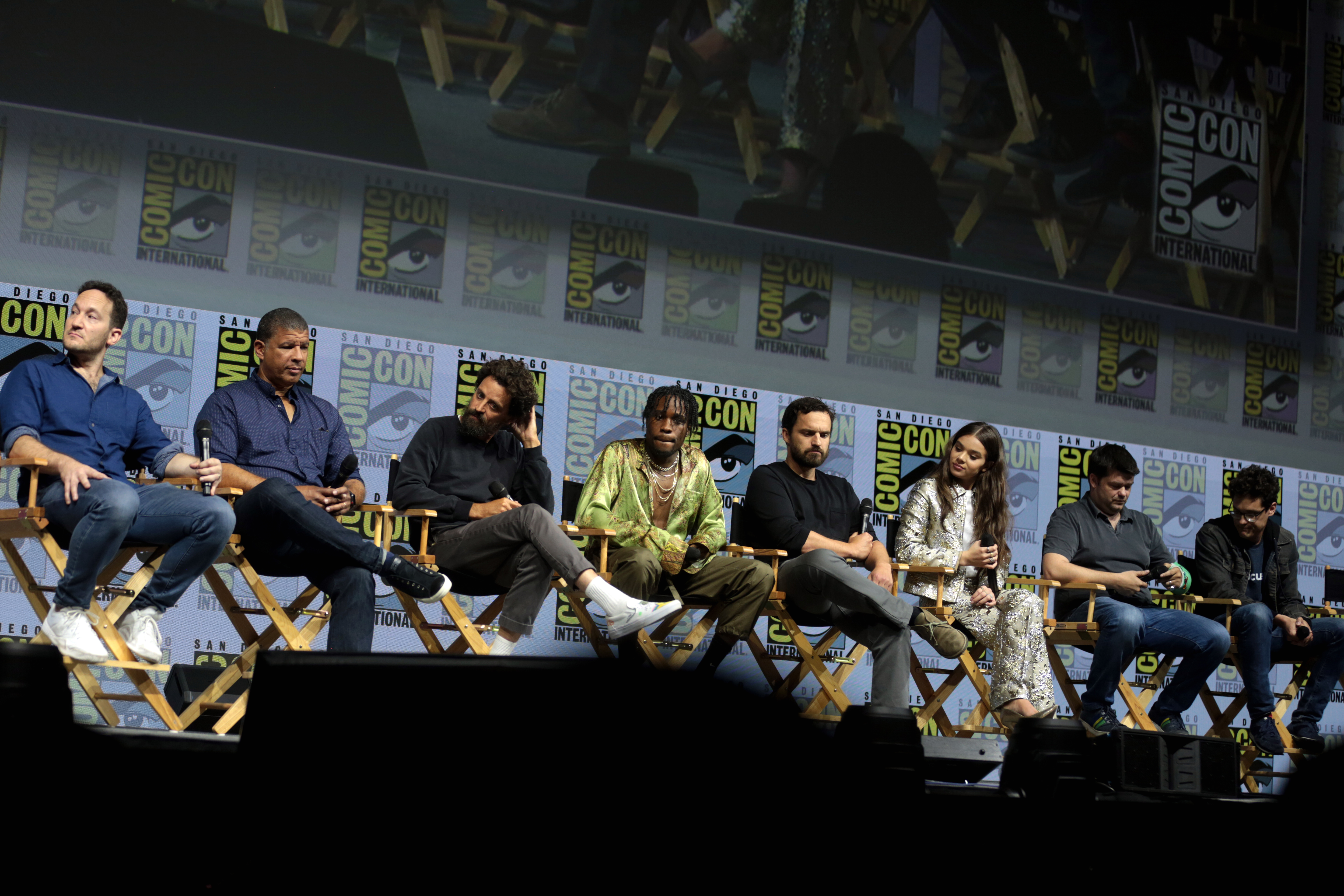
El panel de Spider-Man: Un nuevo universo en la Comic Con de San Diego de 2018

El sitio web Metacritic le ha dado a la película una puntuación de 87 de 100, basada en 50 reseñas, indicando "aclamación universal". Las audiencias encuestadas por CinemaScore le han dado a la película una "A+" en una escala de A+ a F, mientras que en el sitio IMDb los usuarios le han dado una calificación de 8.4/10, sobre la base de 525 915 votos. En la página FilmAffinity la cinta tiene una calificación de 7.6/10, basada en 26 918 votos.

## Premios y nominaciones
| Premio                                | Fecha de la ceremonia | Categoría              | Ganador(es) y nominado(s)     | Resultado |
| ------------------------------------- | --------------------- | ---------------------- | ----------------------------- | --------- |
| Premios Annie                         | 2 de febrero de 2019  | Mejor película animada | Spider-Man: Un nuevo universo | Ganadora  |
| Premios Globo de Oro                  | 6 de enero de 2019    | Mejor película animada | Spider-Man: Un nuevo universo | Ganadora  |
| Premios de la Crítica Cinematográfica | 13 de enero de 2019   | Mejor película animada | Spider-Man: Un nuevo universo | Ganadora  |
| Premios BAFTA                         | 10 de febrero de 2019 | Mejor película animada | Spider-Man: Un nuevo universo | Ganadora  |
| Premios Óscar                         | 24 de febrero de 2019 | Mejor película animada | Spider-Man: Un nuevo universo | Ganadora  |

## Estreno
Spider-Man: Into the Spider-Verse fue estrenada en los Estados Unidos el 14 de diciembre de 2018 por Sony Pictures Releasing. Originalmente, en julio de 2015, se anunció su estreno para el 20 de julio de 2018, pero en diciembre de 2015 la fecha de estreno se retrasó a diciembre de 2018.En septiembre de 2022, la película fue estrenada en la plataforma de streaming, Disney+, según el acuerdo que hicieron Disney y Sony. 

## Impacto en la animación
El actor Tom Holland, que interpreta a Peter Parker / Spider-Man en el Universo Cinematográfico de Marvel, elogió Into the Spider-Verse como "una de las películas más geniales que [ha] visto jamás"  y más tarde reiteraría su declaración sobre la película en 2023, calificándola como "la mejor película de Spider-Man jamás realizada".  Chris Pratt, que trabajó con Lord y Miller en las películas de The Lego Movie, la describió como una "obra maestra emocionalmente conmovedora, vanguardista, progresiva, diversa, divertida, meta, llena de acción, tonta y visualmente impresionante".  El comediante y actor Patton Oswalt, que trabajó con Lord y Miller en 22 Jump Street (2014) y apareció en Agents of SHIELD de Marvel (2013-2020), calificó la película de "brillante" y continuó: "Esta ha sido una "Un año sin parar para mí y me alegro de terminarlo con una nota cinematográfica tan alta. No solo es la mejor película de superhéroes jamás realizada, sino que es absolutamente una PELÍCULA que cambia las reglas del juego. ¡La volveremos a ver mañana!".  Kevin Smith revisó la película en su podcast Fatman Beyond y afirmó: "Siempre me gustó Spider-Man, pero esta película me hizo amar a Spider-Man en un nivel tipo Batman", y continuó: "Simplemente sirve para mostrarte. "Que cualquier personaje en las manos adecuadas puede ser una experiencia transformadora".  Barry Jenkins, escritor y director de la película ganadora del Premio de la Academia Moonlight (2016, que también protagonizó Ali), elogió la película, calificándola de "magnífica" y citándola como la mejor película de Spider-Man , una de las mejores películas de 2018 y la mejor película de éxito desde Edge of Tomorrow (2014). Jenkins continuó diciendo: "Me quedé estupefacto. Me refiero a un trabajo tremendo, tremendo, tan fundamentado y lleno de entusiasmo; visceral. Lo vi en la pantalla más grande que pude encontrar, simplemente una experiencia visceralmente fascinante. Los saludo".  James Gunn, escritor y director de Guardianes de la Galaxia (2014), ha nombrado Into the Spider-Verse su película de superhéroes favorita.  El presidente de Marvel Studios y productor del MCU, Kevin Feige, dijo que "le encantó". Muchos otros cineastas, incluidos Edgar Wright, Guillermo del Toro, Yance Ford y RaMell Ross, han incluido la película como una de sus favoritas de 2018. 
El éxito de la película influyó en otros proyectos que utilizaban un estilo de animación mixto 2D y CGI.  Las técnicas de animación creadas para Into the Spider-Verse se reutilizaron notablemente para The Mitchells vs. the Machines (2021), otra película de Sony Pictures Animation que Lord y Miller coprodujeron,  e influyeron de manera similar en Estilo de animación para The Bad Guys y Puss in Boots: The Last Wish de DreamWorks Animation (ambos de 2022).  Los directores Adil El Arbi y Bilall Fallah dijeron que Spider-Verse los inspiró a crear el estilo dibujado a mano de efectos visuales para la serie de acción en vivo del MCU Ms. Marvel (2022).  El codirector de Mitchell, Jeff Rowe, también citó la película como una gran influencia para su debut como director, Teenage Mutant Ninja Turtles: Mutant Mayhem, afirmando que "demostró que una película puede parecerse a la obra de arte conceptual y puede tener éxito crítico y financiero". Eso abrió muchas puertas y creo que intentamos tomar ese balón y ejecutarlo en 'Mitchells' y luego en 'Tortugas'”. 
Durante una conferencia especial en la Universidad de Takarazuka, el director de anime Yoshiyuki Tomino, conocido por crear la serie de anime Gundam, expresó que es necesario que la gente en la industria del anime supere Into the Spider-Verse y otras películas animadas estadounidenses de alto perfil. al mismo tiempo que comentó sobre el premio a la Mejor Película de Animación en los Premios de la Academia como "A primera vista, parece una película de acción real y es muy experimental en varios lugares. Para los cinéfilos estadounidenses, puede que sea la primera vez que ven una película animada". "Es una película que no es expresamente para niños. No valoraré la calidad de la película, pero a nivel técnico puedo ver cuánto trabajo puso el personal en ella". 